# Mate Rimac

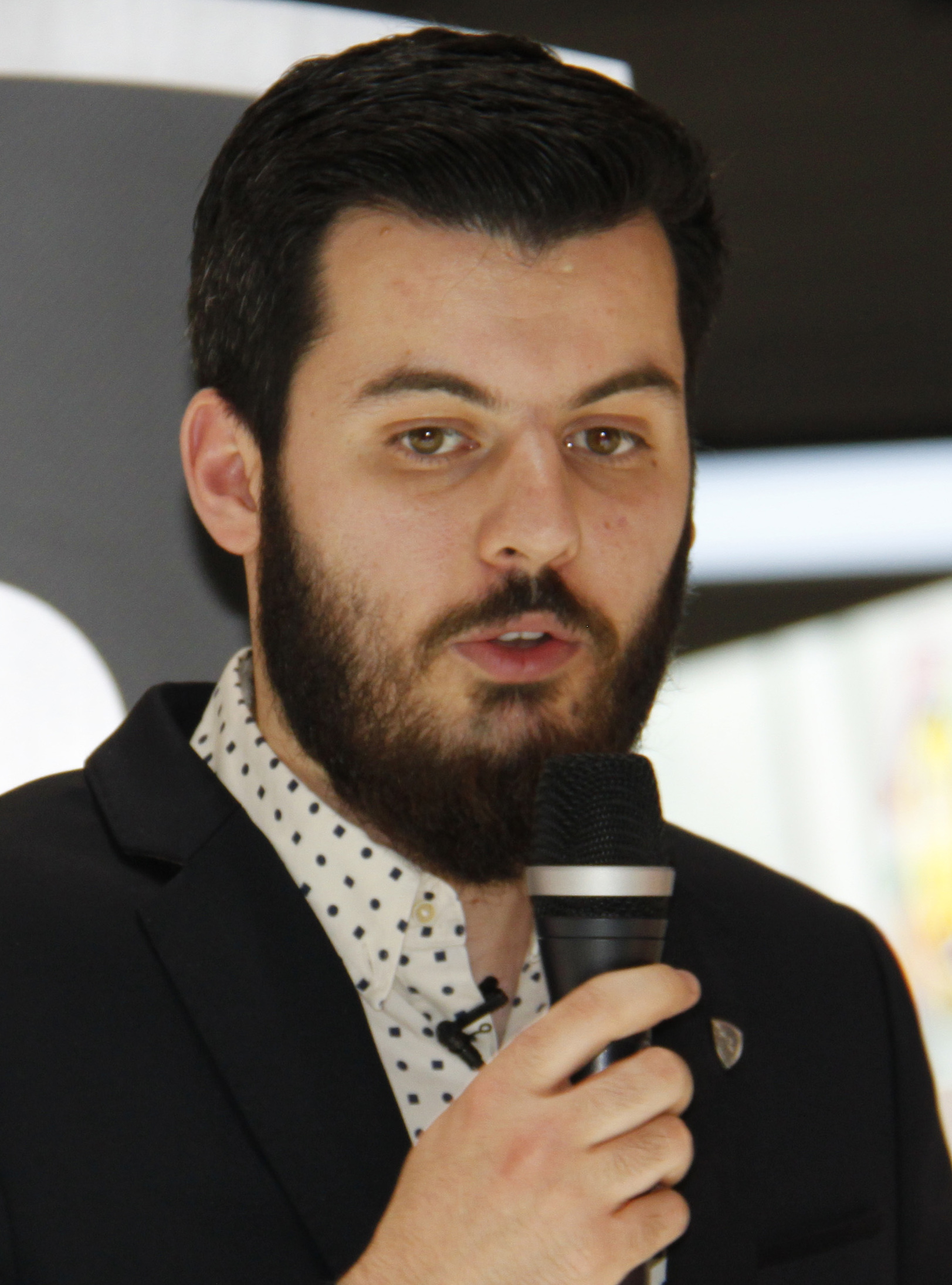
Mate Rimac (2017)

Mate Rimac (* 12. Februar 1988 in Livno) ist ein kroatischer Erfinder, Unternehmer und der Gründer des Automobilherstellers Rimac Automobili, dem kroatischen Hersteller von Elektrosupersportwagen, und von Greyp Bikes, dem Produzenten von Hightech-E-Bikes und von eBike-Technologie. Schon während seiner Schulzeit gewann Rimac lokale, nationale und internationale Elektronik- und Innovationswettbewerbe.

## Kindheit und Jugend
Rimac wurde 1988 als Kind von Zdenka und Ivan Rimac in Livno (Jugoslawien, jetzt Bosnien und Herzegowina) geboren. Als 1991 der Bürgerkrieg in Jugoslawien begann und seinen Geburtsort erreichte, zog Rimacs Familie nach Frankfurt am Main, als er drei Jahre alt war. Rimac lebte bis zum Jahr 2000 in Deutschland, bevor er gemeinsam mit seiner Familie nach Samobor in Kroatien zog, wo sein Vater ein Immobilienunternehmen gründete.
Schon in jungen Jahren war Rimac als Erfinder bekannt. Als er von Deutschland nach Kroatien zog, hatte Rimac Anpassungsschwierigkeiten und Mühe, in der Schule mitzuhalten. Er wurde für seinen bosnischen Akzent und sein schlechtes Kroatisch gehänselt. Doch Rimac war fasziniert von Fahrzeugen und Technologie und arbeitete in der elterlichen Garage an seinen eigenen Projekten. In der Oberstufe ließ sich Rimac von seinem Lehrer und späteren Mentor, Ivan Vlainić, überzeugen, an einem lokalen Elektronikwettbewerb teilzunehmen. Rimac hatte keine großen Erwartungen, weil seine schulischen Leistungen zu wünschen übrig ließen, doch er gewann den ersten Preis. Danach nahm Rimac an der nationalen Ausscheidung teil, bei der er ebenfalls das beste Ergebnis erzielte. Dies führte ihn dazu, Kroatien in weltweiten Wettbewerben für Elektronik und Innovation zu vertreten. 
2005 entwickelte Rimac ein Gerät, das Computertastatur und -Maus durch einen Handschuh ersetzt. Er nannte dieses Gerät iGlove. Kurz darauf erfand Rimac ein Rückspiegel-System zur Vermeidung des toten Winkels mit der Bezeichnung Active Mirror System, das 2006 auf der internationalen Fachmesse iENA in Nürnberg eine Auszeichnung erhielt. Im Alter von 17 Jahren reichte Rimac zwei internationale Patente für seine Erfindungen ein. Noch vor seinem 18. Geburtstag erhielt Rimac zahlreiche Preise bei internationalen Wettbewerben für Elektronik und Innovationen – in Südkorea, Deutschland, Belgien, der Schweiz, Malaysia und Kroatien.
Rimac sagte 2017, dass er möglicherweise nie ein Unternehmen aufgebaut hätte, wenn ihn sein Lehrer Ivan Vlainić nicht zur Teilnahme an Elektronik- und Innovationswettbewerben gedrängt hätte. Seine frühen Erfolge dabei hätten ihn gelehrt, wie man etwas baut, und sein Selbstvertrauen gestärkt.

## Karriere
Rimac war schon sein ganzes Leben lang von Autos und Motorsport fasziniert. 2006 kaufte er im Alter von 18 Jahren einen 1984er BMW E30 323i, da ihm dies als günstigste Möglichkeit erschien, in den Motorsport einzusteigen. Nachdem der Benzinmotor während eines Rennens explodiert war, begann er mit 19 Jahren, den BMW in ein Elektrofahrzeug umzurüsten, wozu ihn die Innovationen seines Idols, Nikola Tesla, inspirierten. Die anderen Teilnehmer zogen ihn damit auf, mit einem Elektrofahrzeug Rennen zu fahren – und eine „Waschmaschine“ auf die Rennstrecke zu bringen. Mit seinem umgebauten Auto brach er jedoch mehrere Weltrekorde für Elektrofahrzeuge.
Ab 2007 studierte Rimac an der VERN University of Applied Science in Zagreb. Er erwarb im Jahr 2010 einen Bachelor in Unternehmensführung. 
2011 entwickelte er mit 23 Jahren seinen ersten voll elektrisch angetriebenen Sportwagen, den Concept One. Das amerikanische Automagazin Motor Trend platzierte Rimac auf seiner Liste der wichtigsten Akteure in der Automobilbranche an neunter Stelle.

### Rimac Automobili
2009 gründete Rimac den Automobilhersteller Rimac Automobili in Sveta Nedelja in der Nähe von Zagreb. Das Elektroauto Rimac Concept One, das erste von Rimac Automobili entworfene und hergestellte Fahrzeug, wurde 2011 auf der Frankfurter Automobilausstellung vorgestellt. Das Auto wurde als das erste elektrische Superauto der Welt eingestuft.

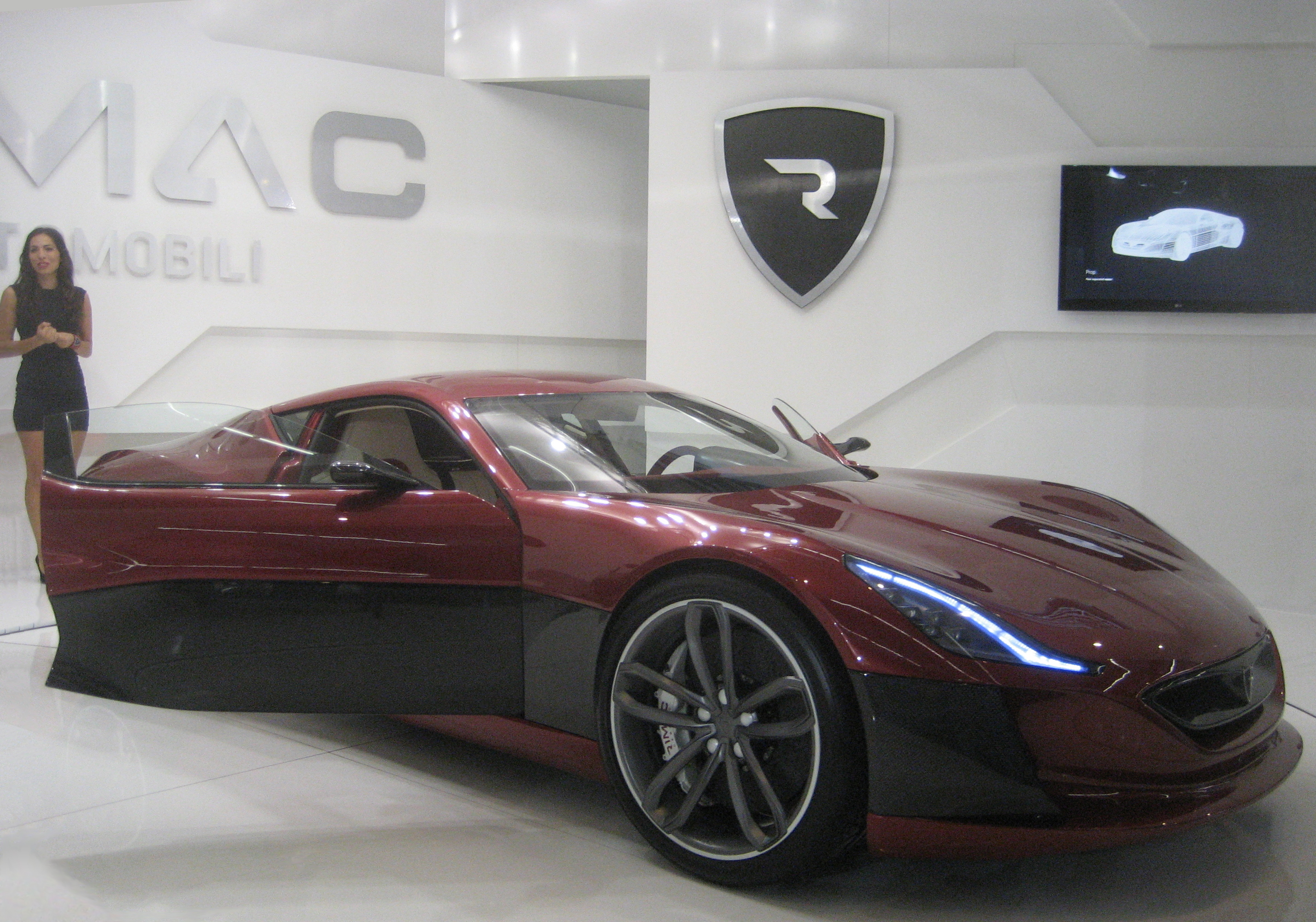
Rimac Concept One auf der Frankfurter Automobilausstellung 2011

Rimac ist stolz auf seine kroatischen Wurzeln und hat bislang alle Angebote abgelehnt, sein Unternehmen in ein anderes Land zu verlagern. Sein erklärtes Ziel ist, eine Automobilbranche in Kroatien zu etablieren.

### Greyp Bikes
Im Jahr 2013 gründete Rimac eine neue Firma, Greyp Bikes, eine Schwesterfirma von Rimac Automobili, mit dem Ziel, elektrische Hochleistungsfahrräder herzustellen, mit denen er „die Welt verändern will“.

### Ehrungen
- 2014 Orden von Danica Hrvatska mit dem Gesicht von Nikola Tesla
- 2017 Forbes-Magazin Top 30 unter 30
- 2017 Bester Unternehmer des Jahres in Kroatien[23]
- 2018 Ernst & Young Unternehmer des Jahres in Kroatien (März 2018)
- 2025 Mitglied der National Academy of Engineering